# دموکریت (دهانه)
دموکریت یک دهانه برخوردی در ماه‌ است.

## دهانه‌های اقماری
این دهانه ۷ دهانه اقماری دارد.
| Democritus | عرض جغرافیایی | طول جغرافیایی | قطر          |
| ---------- | ------------- | ------------- | ------------ |
| A          | ۶۱.۶° N       | ۳۲.۴° E       | ۱۱.۰ کیلومتر |
| B          | ۶۰.۱° N       | ۲۸.۶° E       | ۱۲.۰ کیلومتر |
| D          | ۶۲.۹° N       | ۳۱.۲° E       | ۸.۰ کیلومتر  |
| K          | ۶۳.۱° N       | ۴۰.۷° E       | ۷.۰ کیلومتر  |
| M          | ۶۳.۶° N       | ۳۷.۱° E       | ۵.۰ کیلومتر  |
| L          | ۶۳.۴° N       | ۳۹.۷° E       | ۱۸.۰ کیلومتر |
| N          | ۶۳.۶° N       | ۳۴.۳° E       | ۱۶.۰ کیلومتر |